# Julia Kuhn
Julia Kuhn (* 7. Juni 1985 in Aachen) ist eine deutsche Automobilrennfahrerin. Sie wurde 2005 zur ersten Frau, die an der Formel-3-Euroserie teilgenommen hat.

## Karriere
Kuhn begann ihre Motorsportkarriere 1998 im Kartsport, in dem sie bis 2002 aktiv war. Unter anderem wurde sie 2001 13. in der deutschen Kart-Meisterschaft. 2003 gab Kuhn ihr Debüt im Formelsport und trat in der deutschen Formel Volkswagen an. Kuhns Familie gründete zu diesem Zweck den Rennstall Kuhn Motorsport, der das Fahrzeug einsetzte. Sie wurde 16. in der Fahrerwertung. Darüber hinaus trat sie zum Speed Women Cup, einer deutschen Rennserie, die nur für Rennfahrerinnen konzipiert war, an. Kuhn plante auch 2004 einen Start in der deutschen Formel Volkswagen. Allerdings wurde die Meisterschaft eingestellt und Kuhn nahm wegen Budgetproblemen in diesem Jahr an keinem Rennen teil.
2005 plante Kuhn als nächsten Karriereschritt den Wechsel in die Formel-3-Euroserie. Auch in dieser sollte das Fahrzeug vom eigenen Rennstall Kuhn Motorsport eingesetzt werden. Zur Vorbereitung plante Kuhn zunächst keine Rennteilnahmen, sondern nur ein Testprogramm. Zunächst gab es Lieferschwierigkeiten beim Chassis-Hersteller Dallara, anschließend wurde Kuhn die Teilnahme an offiziellen Testfahrten untersagt. Um dennoch Rennpraxis zu sammeln, entschied sich Kuhn schließlich, sich für die Veranstaltung auf dem Nürburgring als Gaststarterin zu melden. Kuhn wurde damit zur ersten Frau, die zu einem Rennen der Formel-3-Euroserie antrat. Außerdem nahm sie erneut an der deutschen Kart-Meisterschaft teil und beendete diese auf Platz 24. 2006 war Kuhn als reguläre Starterin in der Formel-3-Euroserie gemeldet und wurde damit auch zur ersten Frau, die bei einem Rennen der Meisterschaft punkteberechtigt war. Sie trat zu vier Rennwochenenden an und blieb ohne Punkte. Nach der Saison beendete Kuhn ihr Formel-3-Engagement, da sie kein Budget für eine ganze Saison auftreiben konnte und sie nicht ein weiteres Jahr nur einzelne Rennen absolvieren wollte.
Kuhn wechselte stattdessen in den Breitensport in die VLN Langstreckenmeisterschaft Nürburgring. Dabei gelang ihr bei ihrem Debütrennen zusammen mit ihren Teamkollegen Mario Kossmehl und Sebastian Stahl ein Klassensieg.

## Karrierestationen
- bis 2002: Kartsport
- 2003: Deutsche Formel Volkswagen (Platz 16)
- 2003: Speed Women Cup (Platz 18)
- 2005: Formel-3-Euroserie
- 2006: Formel-3-Euroserie (Platz 28)